# Berugenjang
Berugenjang is een bestuurslaag in het regentschap Kudus van de provincie Midden-Java, Indonesië. Berugenjang telt 1172 inwoners (volkstelling 2010).